# 北奥格拉巴镇区
北奥格拉巴镇区，是缅甸仰光省玛仰公县下辖的一个镇区。

## 历史沿革
2022年4月30日，北奥格拉巴镇区划归玛仰公县管辖。